# Diario Regional (Linares)
El Diario Regional fue un periódico español publicado en la ciudad de Linares entre 1925 y 1931.

## Historia
El periódico nació por iniciativa del político José de Yanguas Messía, que anteriormente ya había editado otro periódico —La Información— de escaso éxito. Yanguas Messía costeó al diario, llegando a funcionar como su órgano de expresión personal. El Diario Regional también ejerció como órgano de Unión Patriótica (UP) —el partido oficial de la Dictadura de Primo de Rivera— en Linares, y tras la caída de la Dictadura primorriverista pasó a ser el órgano local de la Unión Monárquica Nacional (UMN). Por la dirección del periódico pasaron Federico Forcada, Máximo Pintor y Ángel Regueras, entre otros. Continuó editándose hasta su desaparición en 1931 por dificultades económicas.